# Patricia Heaton
Patricia Helen Heaton (Bay Village, 1958. március 4. –) kétszeres Primetime Emmy-díjas amerikai színésznő, modell és humorista.
Heaton kétszer nyerte el a Szeretünk Raymond című vígjátéksorozat kiemelkedő női főszereplőjének járó Primetime Emmy-díjat.

## Élete
Patricia Heaton az ohiói Bay Village-ben született Patricia (született Hurd) és Chuck Heaton lányaként, aki a The Plain Dealer sportújságírója volt. Amikor 12 éves volt, édesanyja aneurizmában elhunyt. Öt gyermek közül a negyedik. Heaton hívő katolikusként nevelkedett.
Heatonnek három nővére van, Sharon (jelenleg dominikánus apáca, és a nashville-i Aquinas College asszisztens regisztrátora), Alice és Frances, valamint egy bátyja, Michael, aki a The Plain Dealer "Kultuszminiszter" rovatvezetője és a Friday magazin írója.

## Egyéb munkák
2003-ban Heaton az Albertsons élelmiszerlánc különböző leányvállalatainak televíziós és rádiós reklámjaiban szerepelt. Szerepelt a vállalat 2003-as és 2004-es évi jelentéseinek címlapján is. 2007-ben az Albertsons létrehozta a Crazy About Food szlogent/kampányt, ezzel Heaton együttműködése a céggel véget ért. A Pantene hajápoló termékek reklámjaiban is szerepelt.
Heaton írt egy könyvet Your Second Act: Inspiring Stories of Transformation címmel, amely 2020. július 21-én jelent meg.
A közelgő Mending the Line című filmdrámában fog szerepelni, Wes Studi, Perry Mattfeld, Chris Galust és Irene Bedard oldalán.

## Magánélete
Heaton 1990 óta David Hunt angol színész és rendező felesége. Négy fiuk van.

## Filmográfia

### Film
| Év   | Magyar cím               | Eredeti cím                 | Szerep              | Magyar hang        |
| ---- | ------------------------ | --------------------------- | ------------------- | ------------------ |
| 1992 | Semmit a szemnek         | Memoirs of an Invisible Man | Ellen               | Csere Ágnes        |
| 1992 | Beethoven                | Beethoven                   | Brie                | Borbás Gabi        |
| 1994 | A legeslegújabb kor      | The New Age                 | Anna                |                    |
| 1996 | Space Jam – Zűr az űrben | Space Jam                   | női rajongó         |                    |
| 2007 |                          | Amazing Grace               | filmproducer        | –                  |
| 2014 | Anyabuli                 | Moms' Night Out             | Sondra              | Vándor Éva         |
| 2017 | A csillag                | The Star                    | Edith (hangja)      | Kocsis Mariann     |
| 2018 | Apróláb                  | Smallfoot                   | Mama medve (hangja) | Udvarias Anna      |
| 2022 | Lélekzsinór              | Mending the Line            | Dr. Burke           | Kisfalvi Krisztina |
| 2025 |                          | The Unbreakable Boy         | Marcia              |                    |
| 2025 | A végső rítus            | The Ritual                  | Főtisztelendő Anya  |                    |

### Televízió
| Év        | Magyar cím             | Eredeti cím                      | Szerep                 | Megjegyzések                                             |
| --------- | ---------------------- | -------------------------------- | ---------------------- | -------------------------------------------------------- |
| 1989      |                        | Alien Nation                     | Amanda Russell         | 1 epizód                                                 |
| 1989–1991 |                        | Thirtysomething                  | Dr. Silverman          | visszatérő szerep (6 epizód)                             |
| 1990      | Félelembe zárva        | Shattered Dreams                 | idősebb Dotti          | tévéfilm                                                 |
| 1990      |                        | Matlock                          | Ellie Stanford         | 1 epizód                                                 |
| 1991      |                        | DEA                              | Paula Werner           | 1 epizód                                                 |
| 1992–1993 |                        | Room for Two                     | Jill Kurland           | főszereplő                                               |
| 1994      |                        | Someone Like Me                  | Jean Stepjak           | főszereplő                                               |
| 1995      |                        | Women of the House               | Natalie Hollingsworth  | főszereplő                                               |
| 1996      | Ötösfogat              | Party of Five                    | Robin Merrin           | 2 epizód                                                 |
| 1996–2005 | Szeretünk Raymond      | Everybody Loves Raymond          | Debra Barone           | főszereplő                                               |
| 1997      | Csoda a rengetegben    | Miracle in the Woods             | Wanda Briggs           | tévéfilm                                                 |
| 1999      | Férjek gyöngye         | The King of Queens               | Debra Barone           | 1 epizód                                                 |
| 2001      | Város karácsony nélkül | A Town Without Christmas         | M.J. Jensen            | - tévéfilm - magyar hangja: - Tóth Enikő - Major Melinda |
| 2004      | Hölgyem, Isten áldja   | The Goodbye Girl                 | Paula McFadden         | - tévéfilm - magyar hangja: - Götz Anna                  |
| 2004      |                        | Danny Phantom                    | nő szelleme (hangja)   | 1 epizód                                                 |
| 2005      | A jegygyűrű            | The Engagement Ring              | Sara Rosa Anselmi      | - tévéfilm - magyar hangja: - Major Melinda              |
| 2006      |                        | Untitled Patricia Heaton Project | Janet Daily            | próbaepizód                                              |
| 2006      | A terror útjai         | The Path to 9/11                 | Bodine nagykövet       | minisorozat (2 epizód)                                   |
| 2007–2008 |                        | Back to You                      | Kelly Carr             | főszereplő                                               |
| 2008      | A mintadiák            | Front of the Class               | Ellen Cohen            | tévéfilm                                                 |
| 2009–2018 | A semmi közepén        | The Middle                       | Frances “Frankie” Heck | főszereplő                                               |
| 2011–2012 |                        | Easy to Assemble                 | Mrs. Hullestaad        | 4 epizód                                                 |
| 2015–2016 |                        | Patricia Heaton Parties          | önmaga                 | házigazda                                                |
| 2019–2020 |                        | Carol's Second Act               | Carol Kenney           | főszereplő                                               |
| 2024      |                        | Frasier                          | Holly                  | 3 epizód                                                 |